# 敦元親王
敦元親王（あつもとしんのう、治安3年（1023年） - 長元5年7月14日（1032年8月22日））は、平安時代中期の皇族。小一条院敦明親王の子。母は藤原道長の娘、寛子。
長元2年（1029年）6月7日、祖父・三条天皇の養子となり、二世王ながら親王宣下を受けた。長元5年（1032年）7月14日に薨去。享年10。